# Else Harney
Else Käthe Margarete Harney (* 17. Mai 1919 in Barmen; † 22. April 1984 in Klotten) war eine deutsche Malerin, Keramikerin, Bildhauerin und Kunsthandwerkerin.

## Herkunft
Else Harney war eine Tochter von Hans Harney (1877–1954), einem ehemaligen Konsul und früheren Direktors der Deutschen Bank in Düsseldorf. Im Jahre 1917 hatte er die Burg Coraidelstein in Klotten von den Grafen von Kesselstatt erworben und dort zwei Wohnhäuser errichten lassen.

## Leben

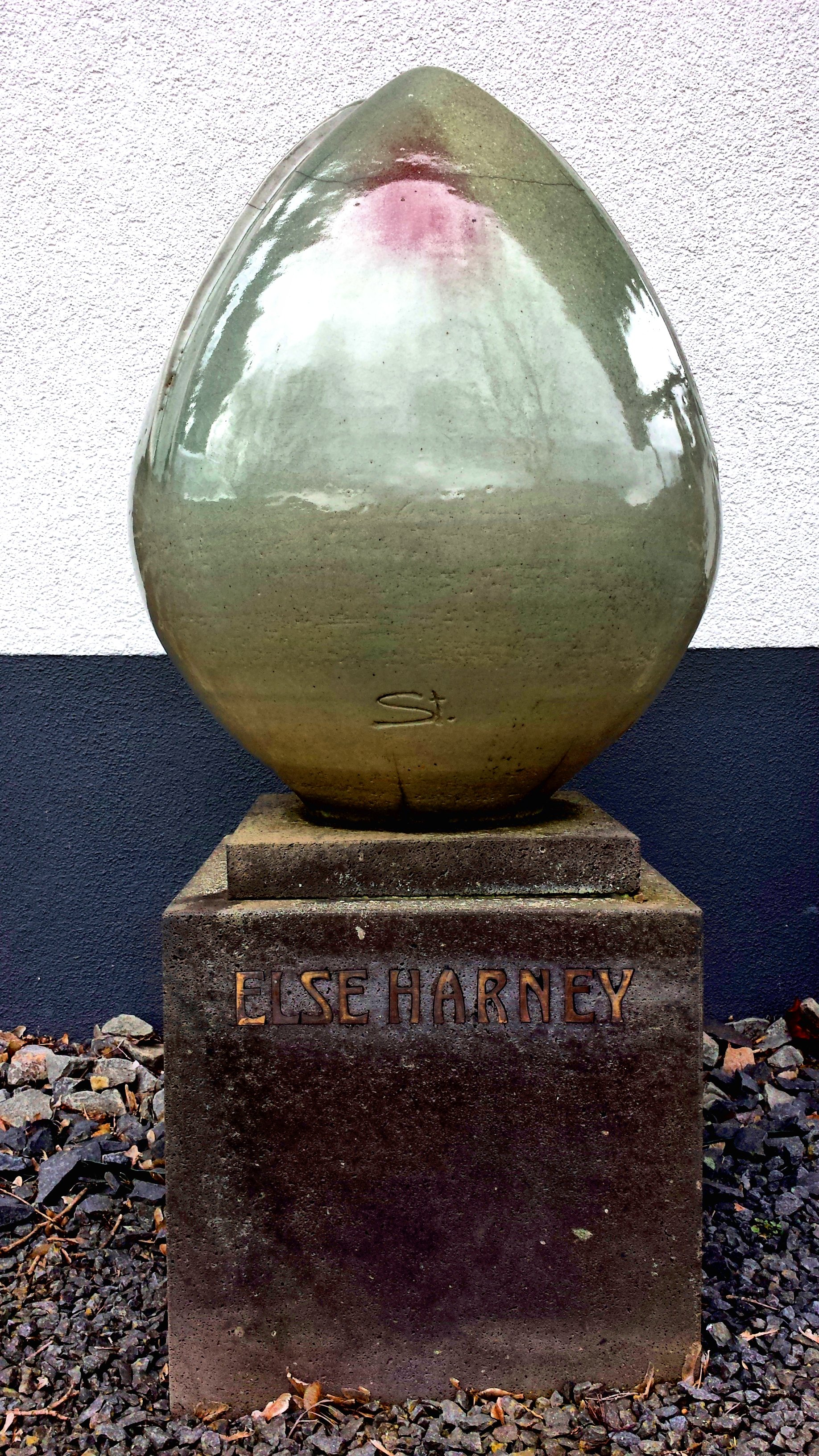
Keramik-Knospe von Wendelin Stahl für Else Harney’s Grab

Harney war von 1937 bis 1938 Schülerin von Hugo Troendle in München und von 1938 bis 1939 absolvierte sie eine Töpferlehre in der keramischen Werkstatt von Kunow & Drose in Höhr-Grenzhausen. Im Anschluss nahm sie von 1939 bis 1942 Unterricht bei Irma Breusing, Hilly Steiger und Werner Heuser an der Kunstakademie Düsseldorf. In den Jahren 1946 bis 1951 arbeitete sie als freischaffende Malerin und Bildhauerin. Von 1951 bis 1952 absolvierte sie eine Ausbildung im Töpferhandwerk als Schülerin von Albrecht Klauer-Simonie und beim Töpfermeister Rudi Stahl in Höhr-Grenzhausen und legte dort 1955 ihre Meisterprüfung ab. Bereits seit 1952 lebte sie mit ihrem Lebensgefährten Wendelin Stahl, dem jüngeren Bruder von Rudi Stahl (1918–1987), auf der Burg Coraidelstein ihres Vaters. Dort hatte sie mit Wendelin 1952 eine gemeinsame Werkstatt eingerichtet. Schon bald machte sie sich als große Keramik-Künstlerin einen Namen. Ihre Arbeiten zeichneten sich durch weiche, florale und menschliche Linien aus, wobei ein Zugewinn an sensibler Plastizität gegenüber farblich verminderten Glasuren überwog. Durch ihre töpferischen Fähigkeiten erlangte sie von 1966 bis 1968 Diplome des Concorso internationale della ceramica d’arte in Faenza und 1971 in Mainz den Staatsehrenpreis für Kunsthandwerk vom Land Rheinland-Pfalz. Ihre Keramiken zeigte sie bei den „keramischen Miniaturen“ in Tokio, Paris, Lausanne und in Budapest. Eine ihre letzten Ausstellungen fand 1982 in Osaka statt. Nach ihrem Tod im Jahr 1984 wurden ihre künstlerischen Objekte dauerhaft im Keramikmuseum Keramion in Frechen und im Deutschen Keramikmuseum Hetjens in Düsseldorf ausgestellt.